# Скшетуш
Скшетуш (пол. Skrzetusz) — село в Польщі, у гміні Ричивул Оборницького повіту Великопольського воєводства.
Населення — 372 особи (2011).
У 1975-1998 роках село належало до Пільського воєводства.

## Демографія
Демографічна структура станом на 31 березня 2011 року:
|          | Загалом | Допрацездатний вік | Працездатний вік | Постпрацездатний вік |
| -------- | ------- | ------------------ | ---------------- | -------------------- |
| Чоловіки | 192     | 44                 | 128              | 20                   |
| Жінки    | 180     | 36                 | 99               | 45                   |
| Разом    | 372     | 80                 | 227              | 65                   |